# Castell d'Anglesola
El castell d'Anglesola és un edifici d'Anglesola (Urgell) inclòs a l'Inventari del Patrimoni Arquitectònic de Catalunya.

## Història
El primer esment conegut del lloc i el castell d'Anglesola data del 1079 en què els comtes de Barcelona Ramon Berenguer II i Berenguer Ramon II feren donació a Berenguer Gombau i la seva muller Sança del castell d'Anglesola, situat al comtat d'Osona, al costat del terme de Tàrrega per a la repoblació del territori. Aquest matrimoni fou el fundador del llinatge dels Anglesola, senyors del castell i la baronia del mateix nom que tingué un paper molt destacat en la història de Catalunya durant l'edat mitjana. Els Anglesola es dividiren al segle xii en tres branques: la línia de Vallbona, la línia de Bellpuig i la línia principal, la dels barons d'Anglesola, senyors del castell i la vila d'Anglesola. En el seu testament del 1175, Bernat d'Anglesola deixà el castell al seu fill Arnau Berenguer. Segons el fogatjament de 1365-70, el terme del castell sota domini de Ramon d'Anglesola, tenia 163 focs. En extingir-se la branca principal del llinatge, el 1417, el senyoriu passà als Erill. Felip d'Erill, primer comte d'Erill, hagué de vendre la baronia al seu germà Francesc el 1597. El seu fill heretà la meitat de la baronia el 1616. Al segle xvii consta que Anglesola era tinguda en indivís entre una branca dels Erill i els Rocabertí, comtes de Peralada. El 1663, una sentència confirmà Anglesola als Rocabertí. El 1831, en l'abolició dels senyorius jurisdiccionals, la vila i el castell d'Anglesola encara pertanyien als comtes de Peralada.

## Arquitectura
De l'antic castell no en resta gairebé res. A banda d'alguns paraments exteriors, es conserva una sala coberta amb volta de canó lleugerament apuntada i amb abundants signes de pedrapiquer. Aquesta sala, de forma totalment rectangular, podria ser un antic celler a jutjar per unes boques de pedra que provenen d'un cub o sitja, encara que d'època més recent. Bona part de les pedres del que fou muralla del castell foren aprofitades per restaurar l'actual església parroquial de Sant Pau de Narbona. En la façana principal d'aquest castell s'hi poden apreciar tres tipus de parament diferent. Un fet amb carreus disposats en filades regulars, un amb pedres unides amb argamassa disposades en filades molt desiguals i un últim parament, que està a les parts superiors de l'edifici que és en carreus de pedra de mides molt diferents, però intentant formar filades. Aquesta part és on s'hi veuen obertures de finestres. Sembla que sigui un edifici amb diferents etapes constructives.